# 赫拉克勒斯后裔

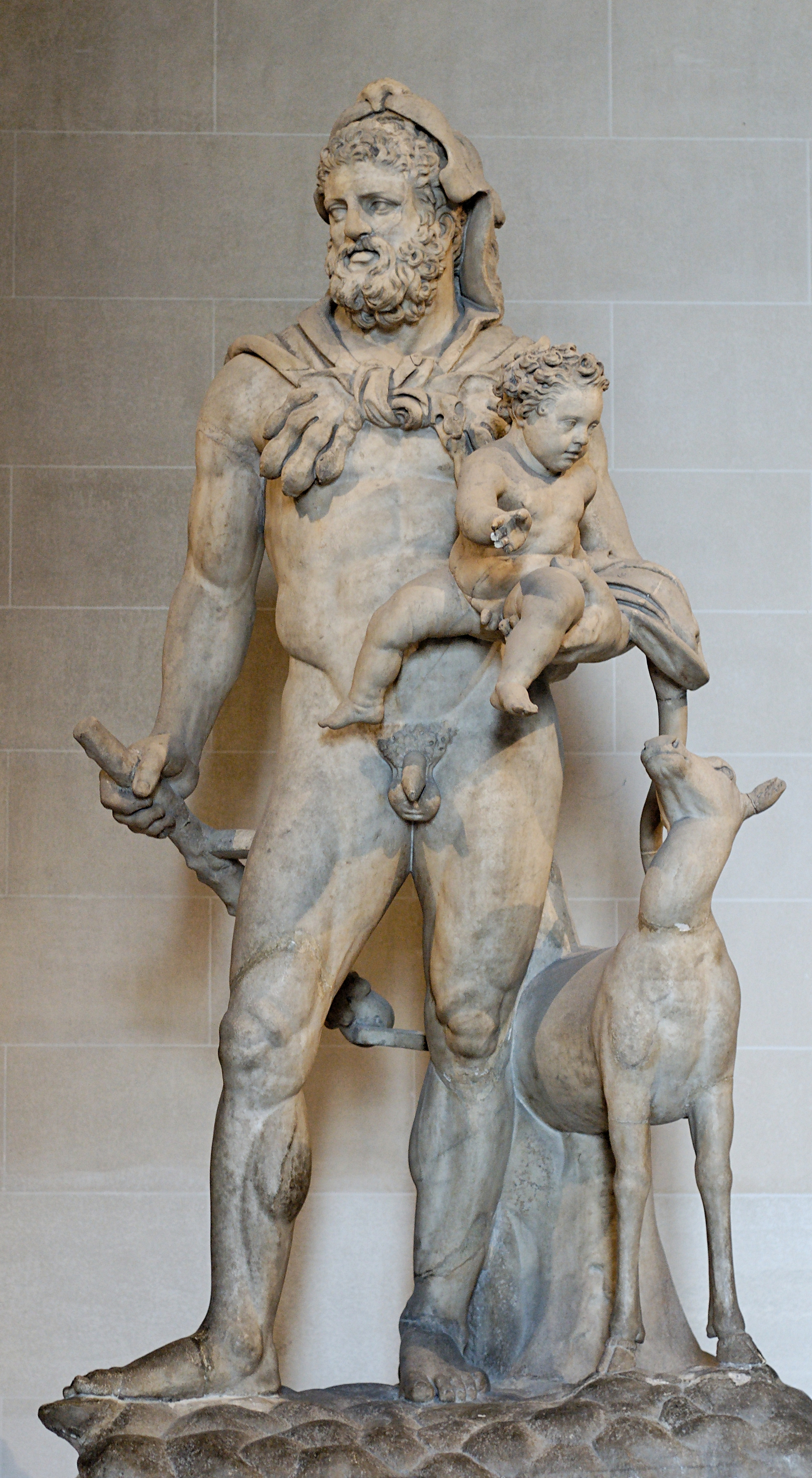
赫拉克勒斯和兒子忒勒福斯，赫拉克勒斯後裔之一

在希臘神話中，赫拉克勒斯後裔（英語：Heracleidae、Heraclids）是為數眾多的赫拉克勒斯的後裔，狹義上特別指代他的長子希洛斯及其後裔。其他赫拉克勒斯後裔還包括：瑪卡里亞、剌摩斯、曼托、比亞諾耳、特勒波勒摩斯和忒勒福斯。他的後裔多是多里安人的國王，統治了邁錫尼文明時期的伯羅奔尼撒的王國。根據希臘神話的古典文獻，他們自稱他們從其祖先處得到了統治的權力。
德國古典學學家穆勒在他的作品《多里安人》中記錄到他們是通過“多利安人入侵”成為統治者的。雖然由於不同的記錄者，其族系順序可能不同，但在其死後被流放的赫拉克勒斯的後裔幾代後的重返以繼承其先主在邁錫尼希臘的土地的神話主題的文化重要性，維護了傳統統治階級的合法性。

## 根源
赫拉克勒斯，原本由宙斯決定成為阿爾戈斯，斯巴達和派婁斯的至尊國王，但由於赫拉從中作梗，他的這些榮耀落入了邁錫尼國王歐律斯透斯的手中。在赫拉克勒斯死後，他的後代經過長期的流離後終於在雅典找到了保護他們不受歐律斯透斯迫害的庇護所。歐律斯透斯在得到雅典拒絕將這些後裔交出的回答後，進攻了雅典，最後敗北並死去。 許羅斯和他的兄弟們則乘機侵入伯羅奔尼撒，但在一年後由於一場瘟疫不得不撤退。當他們撤到色薩利時，多里安人的神秘的祖先曾在反對阿庇泰人的戰爭中得到過赫拉克勒斯協助的埃吉米烏斯收留了許羅斯，並分給他1/3的領土。
在埃吉米烏斯死後，他的兩個兒子潘菲努和底馬斯自願臣服於許羅斯（根據希羅多德關於多里安人的文獻，許羅斯實際上是阿哈伊亞人），因此許羅斯成為了多里安人的統治者，之後多里安人所分的三支分別以這三個英雄的名字命名。渴望再次獲得他父親的遺產，許羅斯根據讓他等待"第三個果實"（或"第三顆稻穀"）的德爾斐神諭，從"海上狹窄的通道"進入了伯羅奔尼撒。三年後，許羅斯從科林斯的地峽進軍，攻打歐律斯透斯的繼承者阿特柔斯，卻被忒革亞的國王厄刻摩斯在一次戰鬥中殺害，第二次入侵失敗。之後由克列奧達伊歐斯領導的第三次和阿里斯托瑪科斯領導的第四次入侵都以失敗告終。

## 多里安人入侵
最後，阿里斯托瑪科斯的兒子泰姆那斯，克瑞斯豐忒斯和阿里斯托得摩斯，發現神諭其實是誤導了遵循其的人，他們認為"第三個果實"其實是指"第三代"，而"狹窄的通道"並非科林斯的地峽而是瑞昂的海峽。他們因此在瑙巴克塔斯建造了一支艦隊，但在他們出發之前，阿里斯托得摩斯被雷電擊中（或說是被阿波羅射中），艦隊被毀，因為一個赫拉克勒斯後裔殺害了一名阿卡納尼亞的預言者。
泰姆那斯再次獲得神諭，讓他進行一場贖罪的儀式並流放那個兇手長達十年，讓其去尋找一名三隻眼的守衛。在泰姆那斯返回瑙巴克塔斯的路上，他遇到了俄克敘盧斯，一名失去了一隻眼的埃托利亞人，當時俄克敘盧斯正騎在一匹馬上（因此是三隻眼）。泰姆那斯恍然大悟，讓俄克敘盧斯成為他的僕人。根據另一個說法，俄克敘盧斯雙眼俱在，但他騎的騾子只有一隻眼。赫拉克勒斯後裔們修補好船隻，從瑙巴克塔斯起航到安蒂里奧，通過瑞昂到達伯羅奔尼撒。在那裡他們和俄瑞斯忒斯的兒子半島 的統治者提薩墨諾斯進行了一場決定性的戰役，並成功戰勝了他。這場戰役被記錄發生在特洛伊戰爭六十年後。
從此赫拉克勒斯後裔成為了伯羅奔尼撒的主人，並為爭奪其領土而大打出手。 阿爾戈斯落入了泰姆那斯之手，斯巴達屬於阿里斯托得摩斯的孿生兒子普羅克勒斯和歐律斯忒涅斯，最後的麥西尼則成為了克瑞斯豐忒斯的領土，肥沃的伊利斯地區根據他們之間的協定由俄克敘盧斯獲得。赫拉克勒斯後裔保持對斯巴達的統治一直到公元前221年，但在很早之前就失去了其他地區。
多里安人對伯羅奔尼撒的佔領在歷史上被稱為"多里安人入侵" 或"赫拉克勒斯後裔的回歸"，被描繪為赫拉克勒斯的後代們重新獲得他們的祖先的遺產。實際上，歷史上的多里安人遵循其他希臘宗族的慣例，宣稱他們的祖先是傳奇英雄的後支。他們描繪了一場埃托利亞人和多里安人對伯羅奔尼撒的聯合入侵，後者被色薩利人從他們原本在北部的家園向南部驅趕。值得注意的是荷馬和赫西俄德從沒有提到過赫拉克勒斯後裔或他們的入侵。 希羅多德雖然有提到他們用於慶祝的詩歌，但僅僅局限於發生赫拉克勒斯死後不久的事件。

## 作為赫拉克里斯後裔的科林斯國王[1]
- 阿勒忒斯 公元前1073 - 公元前1035
- 伊克西翁 公元前1035 - 公元前997
- 阿格剌斯一世 公元前997 - 公元前960
- 普瑞彌尼斯 公元前960 - 公元前925
- 巴克喀斯 公元前925 - 公元前890
- 阿格剌斯二世 公元前890 - 公元前860
- 歐德莫斯 公元前890 - 公元前835
- 阿里斯托墨德斯公元前835 - 公元前800
- 阿革蒙 公元前800 - 公元前784
- 亞歷山大 公元前784 - 公元前759
- 忒勒斯忒斯 公元前759 - 公元前747

## 歐里庇得斯的悲劇
赫拉克勒斯後裔的故事最早出現在希臘的悲劇中，其很有可能是從讚美雅典人為伯羅奔尼撒統治者獻身的地方傳奇改編的。
赫拉克勒斯後裔是歐里庇得斯的悲劇《赫拉克勒斯的孩子們》的主角。  J·A· 斯普朗格發現公元前419年有人用赫拉克勒斯後裔作為隱含的政治潛台詞指代雅典的尼西亞斯和平時代的結束，因此他認為這是這個名詞最早出現的時間。 
在悲劇中，伊克力斯，赫拉克勒斯的老友，以及他的女兒瑪卡里亞和她的兄弟姐妹們為了躲避歐律斯透斯而前往由國王得摩豐統治的雅典；第一幕中，他們期望雅典國王會因為赫拉克勒斯對忒修斯的救命之恩能給予他們庇護。當歐律斯透斯準備進攻雅典時，得摩豐得到一則神諭，如果他用一個貴族女子獻祭珀耳塞福涅則可以取得勝利。瑪卡里亞自願成為祭品，因此雅典的一條泉水為了表達對她的功勳而命名為瑪卡里亞泉。